# Dylan Thomas Prize
Der Swansea University International Dylan Thomas Prize ist ein britischer Literaturpreis, der seit 2006 an junge Autoren verliehen wird. Der mit 20.000 £ (Stand 2024) dotierte Preis wurde ursprünglich zweijährlich und wird seit 2010 jährlich verliehen. Ausgezeichnet wird „das beste publizierte literarische Werk in englischer Sprache eines höchstens 39-jährigen Autors“. Der Preis wird von der Swansea University finanziert und von einer Jury auf der Grundlage von Einsendungen seitens Autoren, Agenten und Verlagen verliehen. Sein Name erinnert an den im walisischen Swansea geborenen Dichter Dylan Thomas, der 1953 im Alter von 39 Jahren starb.

## Preisträger
- 2024: Caleb Azumah Nelson, Small Worlds
- 2023: Arinze Ifeakandu, God’s Children Are Little Broken Things
- 2022: Patricia Lockwood, No One Is Talking About This
- 2021: Raven Leilani, Luster[1]
- 2020: Bryan Washington, Lot
- 2019: Guy Gunaratne, In Our Mad and Furious City[2]
- 2018: Kayo Chingonyi, Kumukanda
- 2017: Fiona McFarlane, The High Places
- 2016: Max Porter, Grief is the Thing with Feathers
- 2015: keine Vergabe
- 2014: Joshua Ferris, To Rise Again at a Decent Hour
- 2013: Claire Vaye Watkins, Battleborn
- 2012: Maggie Shipstead, Seating Arrangements
- 2011: Lucy Caldwell, The Meeting Point
- 2010: Elyse Fenton, Clamor
- 2008: Nam Le, The Boat
- 2006: Rachel Trezise, Fresh Apples